# Řád 7. listopadu
Řád 7. listopadu či Řád 7. listopadu 1987 (arabsky: وسام 7 نوفمبر) bylo státní vyznamenání Tuniské republiky. Založen byl roku 1988 a do roku 2011 byl nejvyšším tuniským vyznamenáním.

## Historie
Dne 7. listopadu 1987 v půl sedmé ráno tuniské státní rádio neočekávaně přerušilo koncert populární tuniské zpěvačky Fajrúz, aby národ informovalo o odvolání 84letého Habíba Burgiby, který byl doživotní hlavou Tuniska a vládl od roku 1957. V souvislosti s tímto politickým převratem se stal 7. listopad státním svátkem – Dnem obnovy. Na počest této události byl 2. července 1988 založen Řád 7. listopadu. Měl být udílen předním občanům Tuniska a státníkům za jejich zásluhy v humanitární a charitativní oblasti. Mohl být udělen i posmrtně. Velmistrem řádu byl tuniský prezident. Během revoluce v letech 2010 až 2011 byl řád zrušen.

## Třídy
Řád byl udílen v pěti řádných a jedné speciální třídě:
- řetěz – Tato třída byla vyhrazena zahraničním hlavám států.
- velkostuha
- velkodůstojník
- komtur
- důstojník
- rytíř

## Insignie
Řádový odznak má tvar zlaté bíle smaltované hvězdy. V jednotlivých cípech jsou fialově smaltované proužky, které střídají proužky zlaté. Uprostřed je fialově smaltovaný kulatý medailon se zlatým lemováním. Střed medailonu tvoří zlatý kruh s bíle smaltovaným číslem 7. Ve fialové části je zlatý nápis arabským písmem. V horní části hvězdu převyšuje bíle smaltovaná pochodeň, pod kterou je bíle smaltovaný medailon s červeně smaltovaným půlměsícem a pěticípou hvězdou. Ve spodní části je větší oválný bíle smaltovaný medailon se státním znakem Tuniska.
Řádová hvězda se podobá řádovému odznaku, je ale větší.
Stuha je z hedvábného moaré fialové barvy se dvěma zlatými proužky na obou stranách.